# المركز الديناميكي الهوائي

إن توزيع القوى على الجناح أثناء الطيران هو أمر معقد ومتنوع. تُظهر هذه الصورة اثنين من القوى على جنيحين اثنين نموذجيين، وتصميمًا متماثلًا على اليسار، وتصميمًا غير متماثل أكثر نموذجية للتصميمات منخفضة السرعة على اليمين. يوضح هذا الرسم البياني قوى الرفع فقط ؛ لم يتم توضيح قوى السحب. يظهر المركز الديناميكي الهوائي مكتوبًا عليه الرمز "ca"

بمكن حساب عزم الدوران أو العزوم التي تؤثر على الجنيح الذي يتحرك عبر مائع من خلال معرفة قوى الرفع والسحب التي تؤثر في نقطة ما على الجنيح، وعزم الميل الصافي حول تلك النقطة، التي يختلف مقداره باختلاف المكان المختار لقوى الرفع المُطبقة. المركز الأيروديناميكي أو المركز الديناميكي الهوائي Aerodynamic center هو النقطة التي لا يتغير عندها معامل عزم الدوران للجناح مع معامل الرفع (أي زاوية الموجهة )، مما يجعل التحليل أبسط.
{\displaystyle {dC_{m} \over dC_{L}}=0}
حيث: {\displaystyle C_{L}} هو معامل رفع الطائرة.
يمكن تطبيق قوى الرفع والسحب عند نقطة واحدة، مركز الثقل، والتي لا يوجد حولها أي عزم دوران لهذه القوى. ومع ذلك، فإن موقع مركز الثقل يتحرك بشكل كبير مع تغيير زاوية المواجهة وبالتالي فهو غير عملي للتحليل الديناميكي الهوائي. وبدلاً من ذلك، يتم استخدام المركز الديناميكي الهوائي ونتيجة لذلك، فإن الرفع والسحب المتزايد بسبب التغيير في زاوية المواجهة التي تعمل في هذه المرحلة تكون كافية لوصف القوى الديناميكية الهوائية التي تعمل على الجسم المحدد.

## النظرية
ضمن الافتراضات المتجسدة في نظرية الجنيح الرقيق thin airfoil، يقع المركز الديناميكي الهوائي عند ربع وتر (25 ٪ موضع وتر) على الجنيح المتماثل، بينما يكون قريبًا ولكن لا يساوي تمامًا نقطة ربع الوتر على الجنيح المحدب.
من نظرية الجنيح الرقيق:
{\displaystyle \ c_{l}=2\pi \alpha }
حيث: {\displaystyle c_{l}\!} هو معامل الرفع المقطعي،
{\displaystyle \alpha \!} هي زاوية المواجهة بالتقدير الدائري، مقاسة بالنسبة لخط الوتر.
{\displaystyle \ {dc_{m,c/4} \over d\alpha }=m_{0}}
حيث: {\displaystyle \ c_{m,c/4}} هي العزم الذي يتم حسابه عند نقطة ربع الوتر، و {\displaystyle \ m_{0}} ثابت.
{\displaystyle \ M_{ac}=L(cx_{ac}-c/4)+M_{c/4}}
{\displaystyle \ c_{m,ac}=c_{l}(x_{ac}-0.25)+c_{m,c/4}}
الاشتقاق بالنسبة إلى زاوية المواجهة
{\displaystyle \ x_{ac}={-m_{0} \over {2\pi }}+0.25}
بالنسبة للجنيحات المتناظرة يكون {\displaystyle \ m_{0}=0}، لذا فإن المركز الديناميكي الهوائي يكون عند 25٪ من الوتر. ولكن بالنسبة للجنيحات المحدبة، يمكن أن يكون المركز الديناميكي الهوائي أقل بقليل من 25٪ من الوتر من الحافة الأمامية، والذي يعتمد على ميل معامل العزم، {\displaystyle \ m_{0}}. يتم حساب هذه النتائج التي تم الحصول عليها باستخدام نظرية الجنيح الرقيق، لذلك فإن استخدام النتائج يكون مضمونًا فقط عندما تكون افتراضات نظرية الجنيح الرقيق واقعية. في التجارب الدقيقة مع الجنيحات الحقيقية والتحليل المتقدم، لوحظ أن المركز الديناميكي الهوائي يغير الموقع قليلاً مع اختلاف زاوية المواجهة. ومع ذلك، في معظم المنشورات، يُفترض أن يكون المركز الديناميكي الهوائي ثابتًا عند موضع رُبع الوتر.

## دور المركز الديناميكي الهوائي في استقرار الطائرة
للحصول على الاستقرار الطولي الثابت فإن:
{\displaystyle {dC_{m} \over d\alpha }<0}   و  {\displaystyle {dC_{z} \over d\alpha }>0}
وللحصول على الاستقرار الاتجاهي الثابت فإن:
 {\displaystyle {dC_{n} \over d\beta }>0}   و  {\displaystyle {dC_{y} \over d\beta }>0}
حيث:
{\displaystyle C_{z}=C_{L}\cos(\alpha )+C_{d}\sin(\alpha )}
{\displaystyle C_{x}=C_{L}\sin(\alpha )-C_{d}\cos(\alpha )}
إذا كانت القوة تعمل بعيدًا عن المركز الديناميكي الهوائي، البعيد عن النقطة المرجعية:
{\displaystyle X_{AC}=X_{\mathrm {ref} }+c{dC_{m} \over dC_{z}}}
وهو للزوايا الصغيرة حيث:
{\displaystyle \cos(\alpha )=1} و {\displaystyle \sin(\alpha )=\alpha } و {\displaystyle \beta =0} و {\displaystyle C_{z}=C_{L}-C_{d}*\alpha } و {\displaystyle C_{z}=C_{L}} يُمكن تبسيطه إلى:
{\displaystyle X_{AC}=X_{\mathrm {ref} }+c{dC_{m} \over dC_{L}}}
{\displaystyle Y_{AC}=Y_{\mathrm {ref} }}
{\displaystyle Z_{AC}=Z_{\mathrm {ref} }}
حالة عامة: من تعريف AC يتضح أن:
{\displaystyle X_{AC}=X_{\mathrm {ref} }+c{dC_{m} \over dC_{z}}+c{dC_{n} \over dC_{y}}}
.
{\displaystyle Y_{AC}=Y_{\mathrm {ref} }+c{dC_{l} \over dC_{z}}+c{dC_{n} \over dC_{x}}}
.
{\displaystyle Z_{AC}=Z_{\mathrm {ref} }+c{dC_{l} \over dC_{y}}+c{dC_{m} \over dC_{x}}}
يمكن بعد ذلك استخدام الهامش الثابت لتحديد AC:
{\displaystyle SM={X_{AC}-X_{CG} \over c}}
حيث:
{\displaystyle C_{n}} = معامل عزم اللف yawing moment
{\displaystyle C_{m}} = معامل عزم الميل pitching moment
{\displaystyle C_{l}} = معامل عزم الدوران rolling moment
{\displaystyle C_{x}} = قوة X ~ = السحب Drag
{\displaystyle C_{y}} = قوة Y ~ = قوة جانبية Side Force
{\displaystyle C_{z}} = قوة Z ~ = الرفع Lift
ref = نقطة مرجعية (تؤخذ العزوم حولها)
c = طول نقطة المرجع
S = منطقة مرجعية
q = الضغط الديناميكي
{\displaystyle \alpha } = زاوية المواجهة
{\displaystyle \beta } = زاوية الانزلاق الجانبي
SM = الهامش الثابت